# Anneliese Knoop-Graf

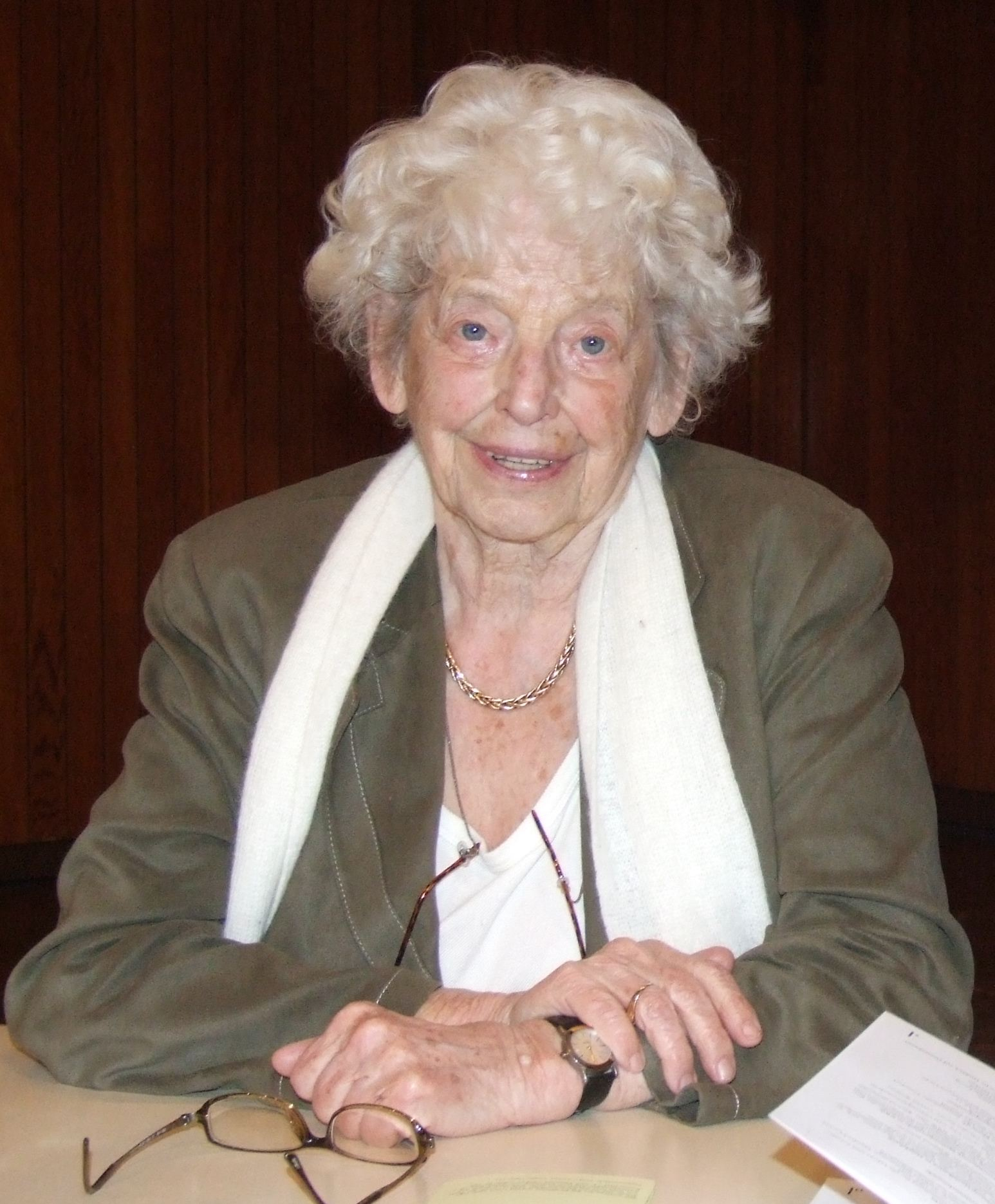
Anneliese Knoop-Graf, 2007

Anneliese Knoop-Graf (* 30. Januar 1921 in Euskirchen; † 27. August 2009 in Bühl) war eine deutsche Publizistin zur Thematik Widerstand gegen den Nationalsozialismus und Schulleiterin. Sie war die Schwester von Willi Graf, der Mitglied der Widerstandsbewegung der Weißen Rose war.

## Leben
Nach der Verhaftung der Geschwister Scholl wurde auch sie gemeinsam mit ihrem Bruder Willi, der auch zum Kern der Weißen Rose gehörte, am 18. Februar 1943 verhaftet. Sie wurden in München von der Gestapo inhaftiert. Im April 1943 wurde Willi Graf zum Tod verurteilt und im Oktober 1943 hingerichtet. Anneliese saß nach ihrer Verhaftung im Gefängnis und wurde im Juli 1943 freigelassen. Sie war nicht in den Widerstand involviert und auch nicht über die Aktivitäten ihres Bruders informiert.
In der Nachkriegszeit wurde der Auftrag ihres Bruders, dessen Vermächtnis, „weiterzutragen, was wir begonnen haben“, zu ihrem Lebenswerk. Knoop-Graf engagierte sich durch eine umfangreiche Publikations- und Vortragstätigkeit über die Geschichte des Widerstands gegen den Nationalsozialismus.
Knoop-Graf trat 1975 der FDP bei, war Mitglied im Kreisvorstand der FDP Rastatt und im Bezirksvorstand tätig. Sie war Delegierte auf Bezirksebene und beim Landesparteitag der FDP Baden-Württemberg. Bis 1988 war sie stellvertretende Kreisvorsitzende und danach noch länger Beisitzerin im Kreisvorstand des Kreisverbands Rastatt. Sie war Mitglied im Vorstand der FDP Bühl und bei den Liberalen Frauen.
Ihr zu Ehren wurde zu ihrem 80. Geburtstag 2001 eine Festschrift herausgegeben mit Beiträgen u. a. von Inge und Walter Jens, Rudolf von Thadden, Hildegard Hamm-Brücher, Jürgen Reulecke, Peter Steinbach und Johannes Tuchel.
Seit 1987 war sie stellvertretende Vorsitzende der Weiße Rose Stiftung e. V. in München.

### Schulleitung des Landerziehungsheims Marienau
Ihr späterer Ehemann, der Lehrer Bernhard Knoop, übernahm am 2. April 1937 im Einvernehmen mit der nationalsozialistischen Reichsregierung den Besitz und die Führung der „Schulgemeinde auf Gut Marienau“ in Niedersachsen. Aus der „Schulgemeinde“ wurde dann noch im Jahr 1937 offiziell das „Niederdeutsche Landerziehungsheim Marienau“, um „äußerlich die Abkehr von der bisherigen liberalistischen, reformpädagogischen Tradition („Schulgemeinde“) deutlich zu machen“. Der jüdische reformpädagogische Gründer des Landerziehungsheimes Max Bondy und dessen Frau Gertrud waren vorher zwangsenteignet worden und überlebten in den USA.
Ab 1946 führte Bernhard Knoop zusammen mit seiner zweiten Frau Anneliese Knoop-Graf das Landerziehungsheim Marienau bis 1969. Die reformjüdisch-reformpädagogische Geschichte der Schule blieb nach dem Krieg jedoch bis 1985 weitgehend unbeachtet.

## Auszeichnungen
- 1992: Bundesverdienstkreuz 1. Klasse[7]
- 1996: Verdienstorden des Landes Baden-Württemberg[7]
- 2001: (gemeinsam mit Hélène Viannay): Adenauer-de-Gaulle-Preis[8]
- 2002: Verdienstorden des Saarlandes[7]
- 2006: Ehrenbürgerin der Stadt Bühl[7]
- 2006: Ehrendoktorwürde der Universität Karlsruhe[9]

## Schriften
- 1976: Geschlechtserziehung im Schrifttum – neue Bücher und Schriften zur Geschlechtserziehung
- 1977: Internate – Aufgaben und Angebote der Heimschulerziehung
- 1978: Sexualerziehung im Vor- und Grundschulalter
- 1983: Sexualerziehung in Schule und außerschulischer Jugendarbeit
- 1991: Jeder Einzelne trägt die ganze Verantwortung – Willi Graf und die Weiße Rose
- 2006: „Du weißt, dass ich nicht leichtsinnig gehandelt habe…“ – Willi Graf und die Weiße Rose
- 2005: Wissen ist Macht
- 2007: „… weitertragen. Anneliese Knoop-Graf über Willi Graf und die Weiße Rose. Einführung von Peter Steinbach“; Live-Mitschnitt eines Vortrages am 2. Dezember 2006 in München; Yeotone: Karlsruhe o.J. ISBN 978-3-9811526-0-9.